# ザイドリッツ (重巡洋艦)

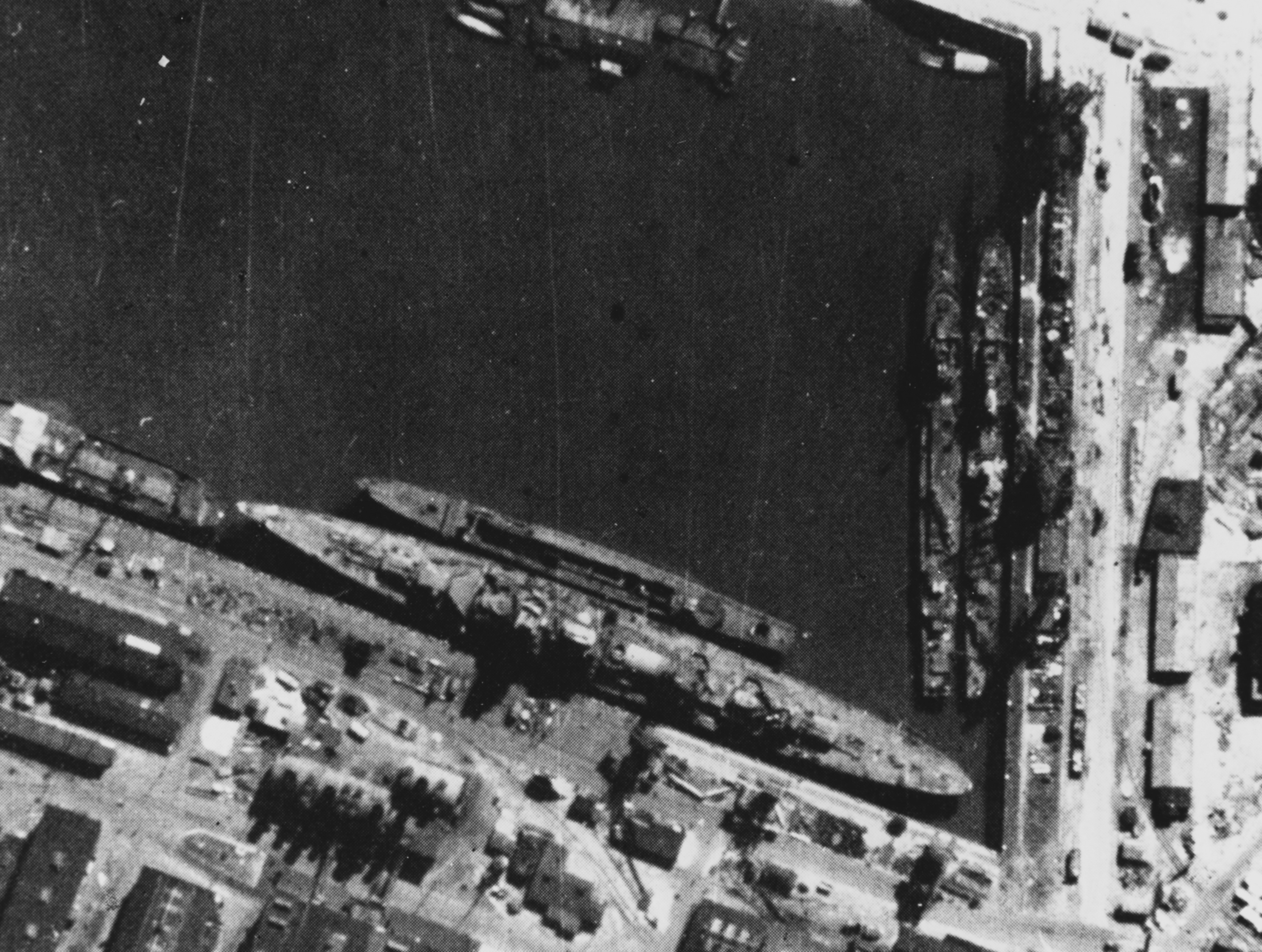
1942年に撮られた「ザイドリッツ」

ザイドリッツ (ドイツ語: Seydlitz) は、ドイツ海軍の巡洋艦。Z計画におけるアドミラル・ヒッパー級の第3グループに属する。軽巡洋艦として建造が通告されたが、設計変更がおこなわれ重巡洋艦として進水した。第二次世界大戦勃発後、航空母艦へ改造されたが、独ソ戦末期に未完成のまま自沈。艦名はプロイセンの将軍フリードリヒ・ヴィルヘルム・フォン・ザイトリッツから取られている。ドイツ海軍の艦名としては、ドイツ帝国海軍の巡洋戦艦「ザイドリッツ」に続いて2代目。

## 概要
1935年6月18日、英独海軍協定が締結された。ドイツ海軍は5万トンの巡洋艦建造枠を獲得し、甲級巡洋艦（重巡洋艦）5隻の建造が可能になった。
同年末から第二次ロンドン海軍軍縮会議が開催され、1936年2月になるとドイツは直ちに一万トン級巡洋艦5隻を建造すると通告し、列強各国に衝撃を与えた。イギリスが英ソ海軍協定を締結してソビエト連邦の巡洋艦増強を承認すると、ドイツ海軍はますます巡洋艦の増勢を要請した。
ドイツ海軍はZ計画により海軍の増強に乗り出し、重巡に関しては3隻の建造を開始した。次に6インチ砲を搭載した1万トン級巡洋艦2隻の建造をおこなう 。この2隻（ザイドリッツ、リッツオゥ）はアドミラル・ヒッパー級重巡の軽巡洋艦バージョンであり、6インチ砲12門（三連装砲塔四基）を搭載予定だった。同年12月29日起工。1938年12月、ドイツは建造中の軽巡2隻を8インチ砲搭載の重巡として建造したいと申し入れ、イギリスは妥協した。
1939年1月19日、レーダー将軍臨席のもと進水。先代「ザイドリッツ」の将校であったリチャード・フェルスター提督が演説をおこなった。
同年9月初頭の第二次世界大戦開戦時点では 23 パーセントしか完成していなかった。ソ連は同型の未成艦「リュッツオウ」と共に購入を希望したが、ドイツ側はそれを拒否した。 
潜水艦の建造に重点が移ったため工事は遅滞した。1942年8月に完成度 90 パーセントの時点で軽空母への改装が決定された。改装計画名を「ヴェーザー1」(Weser-1)と名付けられ（ただし、艦名そのものが改名された訳ではない）、上部構造物の撤去などが行われたが、物資の欠乏のため1943年1月に工事は中止された。ケーニヒスベルクに曳航され、そこでソ連軍の侵攻に備えて1945年1月29日に自沈した。
1946年、ソビエト海軍によって浮揚された。「タリン」のための部品取りが計画されたが実行されず、翌1947年に解体された。